# Ntuzuma
Ntuzuma ist eine Stadt in der Metropolgemeinde eThekwini in der Provinz KwaZulu-Natal an der Ostküste Südafrikas. Bei der Volkszählung 2011 hatte Ntuzuma 125.394 Einwohner. Die Bevölkerung hat zu 90 % die Muttersprache isiZulu.
Ntuzuma wurde in den 1970er Jahren als letztes der „PINK“-Townships nahe Durban erbaut, nach Phoenix, Inanda und KwaMashu. Heute wird das Gebiet als INK bezeichnet; INK hat über eine halbe Million Einwohner und wird wegen seiner Armut als Entwicklungsschwerpunkt betrachtet.